# La Tortura
«La Tortura» (укр. «Тортури») — перший сингл колумбійської співачки Шакіри з альбому «Fijación Oral Vol. 1», який вона виконала з іспанським співаком Алехандро Сансом, випущений 7 червня 2005 року лейблом Epic. Пісня зайняла перші сходинки в багатьох чартах, ставши однією з шести найуспішніших синглів Шакіри за всю її кар'єру, разом з «Hips Don't Lie», «Whenever, Wherever», «Underneath Your Clothes», «She Wolf» і «Waka Waka (This Time For Africa)», а також однією з найспішніших для Алехандро Санса.
Композиція протрималась на вершині Hot Latin Songs 25 тижнів протягом 2005 року, і стала найбільш продаваною композицією цього чарту.
«La Tortura» є найбільш продаваною виключно іспаномовною піснею в США з більш ніж мільйон продажів .

## Інформація
Сингл виконується дуетом Шакіри та іспанського виконавця балад Алехандро Санса. Вони обидва вже працювали з Луїсом Очоа.
У пісні йдеться про моральні «тортури» жінки, від якої колись пішов чоловік до іншої, а зараз прийшов просити вибачення. Він упевнений, що вона його вибачить. Але в кінці жінка принижує його, і говорить що не збирається лити сльози через нього.

## Відеокліп
Кліп, спродюсований Майкл Гаусманом (англ. Michael Haussman), має простий сюжет. З вікна своєї нової пасії Алехандро спостерігає за Шакірою, яка йде по вулиці з пакетом цибулі до себе додому, через дорогу від йогог апартаментів. Зайшовши, вона починає переодягатись. Алехандро згадує ті часи, коли він був парою з Шакірою, у той час її альтер-его, вкрите чорною фарбою, танцює на даху будинку. У кінці відео, теперішня дівчина Алехандро прокидається на ліжку, що знаходиться біля вікна, а він дивиться на Шакіру, яка, відвертаючись від нього, йде від вікна.

## Список пісень
- Maxi CD

1. «La Tortura» (альбомна версія) — 3:36
2. «La Tortura» (ремікс Shaketon Reggaeton) — 3:12
3. «La Pared» (акустична версія) — 2:39

## Чарти
| Чарт                                | Найвища позиція |
| ----------------------------------- | --------------- |
| Австрія (Ö3 Austria Top 75)         | 3               |
| Бельгія (Ultratop 50 Flanders)      | 8               |
| Бельгія (Ultratop 40 Wallonia)      | 5               |
| Канада (Canadian Hot 100)           | 21              |
| Чехія (IFPI)                        | 24              |
| Данія (Tracklisten)                 | 7               |
| Фінляндія (Suomen virallinen lista) | 6               |
| Франція (SNEP)                      | 7               |
| Німеччина (Media Control Charts)    | 4               |
| Угорщина (Rádiós Top 40)            | 1               |
| Угорщина (Single Top 10)            | 3               |
| Італія (FIMI)                       | 6               |
| Нідерланди (Mega Single Top 100)    | 3               |
| Іспанія (PROMUSICAE)                | 1               |
| Швеція (Sverigetopplistan)          | 6               |
| Швейцарія (Media Control Charts)    | 2               |
| США Billboard Hot 100               | 23              |
| США (Hot Dance Club Songs)          | 21              |
| США (Latin Songs)                   | 1               |
| США (Top 40 Mainstream)             | 27              |